# Carbidopa/levodopa
La carbidopa/levodopa es un fármaco compuesto de dos medicamentos carbidopa y levodopa. Su principal indicación es controlar los síntomas de la enfermedad de Parkinson (cuya evolución natural no modifica) y de otras enfermedades como la encefalitis o la intoxicación por monóxido de carbono o la intoxicación por manganeso. Se ingiere por vía oral.
La levodopa, que pertenece a una clase de medicamentos que actúan sobre el sistema nervioso central, se convierte en dopamina en el cerebro. En cuanto a la carbidopa, que pertenece a una clase de fármacos llamados inhibidores de la descarboxilasa, evita que la levodopa se descomponga antes de llegar al cerebro y de esa forma permite que se la administre en una dosis menor (lo que disminuye las náuseas y los vómitos).

## Historia
En 1960, en la Universidad de Viena, el bioquímico austríaco Oleh Hornykiewicz examinó los resultados de las autopsias de pacientes que habían muerto con enfermedad de Parkinson y sugirió la asociación de esa enfermedad con una reducción de los niveles de dopamina en los ganglios basales. Dado que la dopamina propiamente dicha no entraba en el cerebro, Hornykiewicz intentó el tratamiento de veinte pacientes con una mezcla racémica de dihidroxifenilalanina (DOPA), la que podría ingresar y una vez allí ser convertida en dopamina por acción de la DOPA descarboxilasa. Los resultados que obtuvo fueron positivos, al igual que los de otro ensayo realizado en Montreal por André Barbeau. Lamentablemente, otros investigadores no pudieron reproducir esos resultados iniciales y el uso de DOPA permaneció en cuestión hasta 1967, año en el que George Cotzias, en el Laboratorio Nacional de Brookhaven en Upton, Nueva York, utilizó megadosis (de hasta 16 gramos) diarias de DOPA. No mucho después de que se conocieran esos resultados Curt Porter, de Merck & Co., demostró que la L-DOPA era el estereoisómero activo, lo que reducía la dosis efectiva a la mitad.
Con la L-DOPA identificada como la forma activa Alfred Pletscher y sus colegas de Hoffman-LaRoche sintetizaron la benserazida, un inhibidor de la DOPA descarboxilasa, lo que redujo aún más la dosis necesaria. Un medicamento que combinaba L-DOPA con benserazida se comercializó con el nombre Madopar. Víctor Lotti llevó a cabo una investigación independiente en Merck (West Point, Pensilvania). En 1962 ese laboratorio ya había sintetizado y patentado la carbidopa, otro inhibidor de la DOPA descarboxilasa, y en 1971 Lotti demostró que el uso de la forma L de la carbidopa reducía aún más la dosis terapéutica de L-DOPA. La combinación de L-carbidopa y L-DOPA se comercializó con el nombre de Sinemet.
En 1991 Merck cedió los derechos de fabricación y venta de Sinemet a una empresa conjunta recién creada, DuPont Merck Pharmaceutical Company. Ese mismo año se obtuvo la aprobación de una fórmula de liberación controlada (Sinemet CR) que podría tomarse con menos frecuencia. DuPont compró las acciones de Merck en la empresa conjunta en 1998 y comenzó a operar como DuPont Pharmaceuticals (DuPont Pharma) pero Merck continuó fabricando el medicamento para DuPont. Desde fines de 2009 hasta 2011 Merck dejó de fabricar el fármaco a la espera de las aprobaciones regulatorias debido a un cambio en el proveedor del ingrediente activo. Esa interrupción dio lugar a la escasez de los productos de marca Sinemet y Sinemet CR, aunque las versiones genéricas alternativas siguieron estando disponibles.

## Descripción
La levodopa es el fármaco de referencia en el tratamiento de la enfermerdad de Parkinson porque sus efectos antiparkinsonianos son más amplios que los de cualquier otro agente. En el cerebro las neuronas convierten la levodopa en dopamina, es decir que la función de la levodopa consiste en reemplazar la dopamina perdida a causa de la enfermedad de Parkinson. Para prevenir las náuseas y asegurar que la levodopa no sea metabolizada antes de entrar en el cerebro se la combina con carbidopa. La combinación de carbidopa y levodopa es útil para los pacientes que sufren fluctuaciones diarias cuando se desvanece el efecto de la levodopa. Las personas con enfermedad de Parkinson deben saber qué preparado están tomando porque hay comprimidos de muchos tamaños, colores, dosificaciones y fabricantes distintos. La decisión sobre cuándo comenzar a tomar la combinación de carbidopa y levodopa es diferente para cada paciente. Pese a que el debate sobre un posible efecto tóxico ha determinado que algunas personas fueran renuentes a comenzar con la medicación, los estudios realizados no han mostrado evidencias de toxicidad. Muchos neurólogos están de acuerdo en que retrasar el tratamiento puede reducir la calidad de vida y exponer al paciente al riesgo de recaídas.

## Farmacocinética
La carbidopa reduce la cantidad de levodopa necesaria para generar una respuesta determinada en alrededor del setenta y cinco por ciento y cuando ambos fármacos se administran juntos la carbidopa aumenta tanto la concentración como la vida media plasmáticas de la levodopa y disminuye los niveles plasmático y urinario de dopamina y del principal metabolito de su catabolismo, el ácido homovanílico. La vida media plasmática de la levodopa sola se aproxima a los cincuenta minutos y cuando se la combina con carbidopa aumenta hasta alrededor de una hora y media. En situación de equilibrio, la biodisponibilidad de carbidopa de los comprimidos del fármaco combinado es de alrededor del noventa y nueve por ciento en relación con la administración simultánea de ambas drogas. En diversos estudios de farmacología clínica la administración de la combinación de carbidopa y levodopa produjo una excreción urinaria de levodopa mayor que la excreción de dopamina en comparación con la administración de los dos fármacos en momentos separados.
La administración oral de dosis de 10 a 25 mg de vitamina B6 (piridoxina) puede revertir los efectos de la levodopa porque aumenta la tasa de descarboxilación de los aminoácidos aromáticos. La carbidopa inhibe esa acción de la piridoxina de modo que los pacientes que reciben suplementos de vitamina B6 pueden ingerir el fármaco combinado.

### Vías de administración
La gran mayoría de los fármacos antiparkinsonianos se administran por vía oral y salvo que el neurólogo indique lo contrario se los debe ingerir antes de las comidas porque la ingesta simultánea de alimentos retardará su absorción y su efecto. La combinación de carbidopa/levodopa también está disponible en forma de gel intestinal administrado a través de una pequeña bomba portátil de infusión de dopamina (DUOPA) que proporciona dieciséis horas continuas del fármaco para tratar los síntomas motores directamente en el intestino delgado.
Según el prospecto de una presentación comercial del fármaco,
el comprimido de levodopa/carbidopa de liberación controlada debe ser administrado entero. Para que se mantengan las propiedades de ese tipo de liberación los comprimidos no deben triturarse ni masticarse.
La combinación de carbidopa/levodopa puede ser administrada a pacientes que ya estén recibiendo levodopa sola pero en esos casos la levodopa deberá suspenderse por lo menos doce horas antes de iniciar el tratamiento combinado que, además, tendrá que administrarse con una forma de dosificación que proporcione alrededor del veinte por ciento de la dosis previa de levodopa.

### Absorción, distribución, metabolismo y excreción
La levodopa y la carbidopa se absorben bien y alcanzan su concentración plasmática máxima de una a tres horas después de su administración. La vida media terminal de la levodopa es de alrededor de dos horas en presencia de carbidopa. Por efecto de la carbidopa, la depuración plasmática de la levodopa se reduce a aproximadamente el cincuenta por ciento. En presencia de la carbidopa, la levodopa es metabolizada sobre todo a aminoácidos y, en menor cantidad, a derivados de las catecolaminas. Todos los metabolitos de la carbidopa y la levodopa se excretan por vía renal.
De la dosis oral de carbidopa se absorbe del cuarenta al setenta por ciento. La unión de ese fármaco a las proteínas es moderada (del treinta y seis por ciento) y su vida media dura de una a dos horas, lo que incrementa la vida media plasmática de la levodopa de una hora a dos horas y, en algunos casos, hasta quince horas. 
Se elimina por vía renal en la orina de veinticuatro horas y aumenta en seis por ciento la cantidad urinaria excretada de levodopa, de la que la pequeña dosis que atraviesa la barrera hematoencefálica se descarboxila a dopamina. La levodopa se absorbe con rapidez en el intestino delgado; la enzima DOPA descarboxilasa convierte el noventa y cinco por ciento de la absorción en dopamina en el estómago, en el intestino y en el hígado por metabolismo de primer paso. Su vida media es de una a tres horas. Se elimina por vía renal como metabolitos de la dopamina (ácido dihidroxifenilacético y ácido homovanílico).
La absorción de la levodopa en el intestino delgado tiene lugar a través de un mecanismo de transporte por el que pueden competir otros aminoácidos de la dieta. Por lo tanto, una dieta con alto contenido de proteínas puede disminuir el efecto terapéutico de la levodopa mientras que una dieta pobre en proteínas o la administración oral de levodopa en ayunas pueden potenciar su efecto terapéutico.

## Farmacodinámica
Cuando la levodopa se administra por vía oral se descarboxila rápidamente a dopamina en los tejidos extracerebrales de modo que solo una pequeña porción de la dosis llega sin cambios al sistema nervioso central. Por lo tanto, se requieren grandes dosis de levodopa para alcanzar el efecto terapéutico adecuado y a menudo esas dosis se asocian con náuseas y otras reacciones adversas, algunas de ellas atribuibles a la dopamina formada en los tejidos extracerebrales. Dado que la levodopa compite con ciertos aminoácidos por el transporte a través de la pared intestinal, su absorción puede verse afectada en los pacientes que consumen una dieta con alto contenido de proteínas. La carbidopa inhibe la descarboxilación de la levodopa periférica. No cruza la barrera hematoencefálica y no afecta el metabolismo de la levodopa en el sistema nervioso central. La incidencia de náuseas y vómitos inducidos por la levodopa es menor cuando ese fármaco se combina con carbidopa. En muchos pacientes esa reducción de las náuseas y los vómitos permitirá una titulación más rápida de la dosis. Dado que su actividad inhibidora de la descarboxilasa se limita a los tejidos extracerebrales, la administración de carbidopa con levodopa aumenta la disponibilidad de la levodopa para su transporte al cerebro.

### Mecanismo de acción
La levodopa se convierte en dopamina por la acción de una enzima natural llamada DOPA descarboxilasa. Esa conversión tiene lugar tanto en la circulación periférica como en el sistema nervioso central una vez que la levodopa atraviesa la barrera hematoencefálica, por medio de un portador de aminoácidos aromáticos. La activación de los receptores centrales de la dopamina mejora los síntomas de la enfermedad de Parkinson pero la activación de los receptores periféricos causa náuseas y vómitos por lo que la levodopa suele administrarse en combinación con un inhibidor de la DOPA descarboxilasa, en este caso carbidopa, que es muy polar (y cargada a pH fisiológico) y no puede atravesar la barrera hematoencefálica; sin embargo, impide la conversión periférica de la levodopa en dopamina y por lo tanto reduce los efectos secundarios periféricos no deseados de ese fármaco. El uso de carbidopa también aumenta la cantidad de levodopa disponible en el torrente sanguíneo para entrar en el cerebro.
La dopamina producida genera la eficacia terapéutica del fármaco en el caso de la enfermedad de Parkinson. Después de su liberación, se transporta de nuevo hacia las terminaciones dopaminérgicas por el mecanismo de captación presináptica o se metaboliza por las acciones de la MAO y la COMT.

### Interacciones
Como los demás fármacos antiparkinsonianos, la combinación de carbidopa/levodopa puede tener interacciones con ciertos alimentos, con otros fármacos, con vitaminas, con suplementos de hierbas, con medicamentos de venta libre para el resfrío y con otros medicamentos.
Se debe ser cauto al emplear carbidopa/levodopa de liberación controlada al mismo tiempo que algunos otros medicamentos. Por ejemplo, se ha observado que al agregar una combinación de levodopa y un inhibidor de la descarboxilasa al tratamiento con algunos agentes antihipertensivos se desarrollaron síntomas de hipotensión postural. En consecuencia, es posible que la iniciación del tratamiento con levodopa/carbidopa obligue a ajustar la dosis del fármaco antihipertensivo.
También se han informado casos raros de reacciones adversas, entre ellas hipertensión y discinesia, con el uso simultáneo de antidepresivos tricíclicos y combinaciones de carbidopa y levodopa.
Otros medicamentos, entre ellos los antagonistas de los receptores de dopamina D2 (por ejemplo las fenotiazinas, las butirofenonas y la risperidona) y la isoniazida, pueden disminuir los efectos terapéuticos de la levodopa y se ha informado que la fenitoína y la papaverina invierten los efectos beneficiosos de la levodopa en la enfermedad de Parkinson. Por lo tanto, se debe vigilar cuidadosamente la pérdida de respuesta terapéutica en los pacientes que reciban esos medicamentos al mismo tiempo que la combinación de carbidopa/levodopa.
Por último se ha comunicado que el tratamiento simultáneo con selegilina y carbidopa-levodopa puede asociarse con una hipotensión ortostática intensa no atribuible a la carbidopa-levodopa sola.

## Uso clínico

### Indicaciones
Las indicaciones incluyen la enfermedad de Parkinson idiopática, el parkinsonismo posencefalítico, el parkinsonismo sintomático (intoxicación por monóxido de carbono e intoxicación por manganeso), pacientes con enfermedad de Parkinson o parkinsonismo que toman preparados vitamínicos que contienen piridoxina, para reducir el tiempo “sin efecto” en pacientes que han sido tratados con preparados de levodopa/inhibidor de la decarboxilasa o con levodopa sola y han tenido alteraciones motoras caracterizadas por falta de acción al finalizar la dosis (fenómeno de “desgaste”), discinesias por pico de dosis, acinesia o evidencias de problemas motores de corta duración.
Enfermedad de Parkinson
Todavía no existe cura para la enfermedad de Parkinson; no obstante, se la puede controlar de manera eficaz. Se conocen muchos aspectos del proceso neurodegenerativo de base pero aún no hay tratamientos que lo modifiquen en fase clínica. En consecuencia, el tratamiento se limita a mejorar los síntomas derivados de la patología de modo que los pacientes deben ingerir los fármacos de por vida en la dosis y la combinación que el neurólogo considere adecuadas para su caso. En la fase temprana de la enfermedad el tratamiento se concentra en mejorar los síntomas, en especial los motores. En el caso de la enfermedad de Parkinson avanzada los problemas relacionados con los efectos secundarios de la medicación representan el principal desafío para el neurólogo.
Entre los fármacos que se utilizan figura la combinación de levodopa y carbidopa que se indica sobre todo para mejorar los síntomas. 
Es posible que deban transcurrir de dos a tres semanas de tratamiento antes de que se observen los beneficios de ese medicamento.
La actividad de cada dosis comienza en unos diez minutos y el efecto dura alrededor de cinco horas. Se dispone de una forma, conocida como Duodopa, que se puede administrar a través de una bomba intraintestinal.
Otros usos
Otros usos incluyen el tratamiento de la distonía que responde a la dopamina y el del síndrome de las piernas inquietas. Existen evidencias preliminares de su utilidad en la ambliopía cuando se utiliza junto con otros tratamientos.

### Efectos secundarios y reacciones adversas
Los efectos secundarios comunes incluyen discinesia (movimientos anormales involuntarios como masticación repetitiva, movimiento oscilatorio de la mandíbula o gesticulación facial) y náuseas y los efectos secundarios más graves consisten en depresión, descenso de la presión arterial al levantarse o hipotensión ortostática, aparición repentina de somnolencia, psicosis y aumento de las conductas de riesgo (p. ej., compulsión a apostar o a participar en comportamientos sexuales riesgosos o en otros comportamientos de riesgo). La carbidopa previene la descomposición de la levodopa fuera del cerebro. En el cerebro la levodopa se convierte en dopamina por lo que tiene sus efectos.
Además, los posibles efectos secundarios se clasifican según su frecuencia en efectos secundarios muy frecuentes (afectan a más de uno de cada diez pacientes), efectos secundarios frecuentes (afectan a uno-diez de cada cien pacientes), efectos secundarios poco frecuentes (afectan a uno-diez de cada mil pacientes), efectos secundarios raros (afectan a uno-diez de cada diez mil pacientes), efectos secundarios muy raros (afectan a menos de uno de cada diez mil pacientes) y, por último, efectos de frecuencia desconocida (su incidencia no puede estimarse a partir de los datos disponibles).
Entre los efectos más frecuentes figuran alteraciones de la marcha (por movimientos involuntarios o contracciones musculares), contracciones de los párpados, alteraciones del comportamiento (que incluyen ideación paranoica y episodios psicóticos, depresión y demencia) y náuseas.
Los efectos secundarios menos frecuentes consisten en anorexia, vómitos, vértigo y somnolencia e irregularidades cardíacas, palpitaciones o ambas cosas.
Los efectos adversos muy poco frecuentes son sangrado gastrointestinal, úlcera péptica, hipertensión arterial, problemas circulatorios en las extremidades, anemia, alteración de los análisis de sangre, dolor torácico, dificultad para respirar, sensación de hormigueo y convulsiones.
Se han descrito otros efectos secundarios debidos a la levodopa de carácter neurológico (alteraciones de la marcha, entumecimiento, aumento del temblor de las manos, contracciones y calambres musculares), psiquiátricos (confusión, insomnio, pesadillas, alucinaciones, delirios, agitación, ansiedad, euforia) y gastrointestinales (sequedad de boca, gusto amargo, salivación excesiva, hipo, dolor y malestar abdominal, estreñimiento, diarrea, flatulencia y sensación de quemazón de la lengua).
Los efectos adversos metabólicos incluyen aumento o pérdida de peso e inflamación y los posibles efectos dermatológicos consisten en aumento de la sudoración, sudoración oscura, erupción cutánea y caída del cabello.
Los efectos adversos genitourinarios potenciales son retención o incontinencia urinaria, orina oscura y priapismo y los relacionados con la visión pueden incluir diplopía (visión doble), disminución de la agudeza visual (visión borrosa), pupilas dilatadas y crisis oculógiras.
En los pacientes con enfermedad de Parkinson avanzada sensible a la levodopa las fluctuaciones motoras y las discinesias que no responden en forma satisfactoria a la medicación convencional en general se tratan con la infusión del gel intestinal de carbidopa-levodopa (Duodopa). Sin embargo, después de la suspensión de los agonistas dopaminérgicos esos pacientes pueden desarrollar un síndrome de abstinencia de agonistas de la dopamina. En una publicación que según sus autores es la primera que describe la aparición de los síntomas del síndrome de abstinencia mencionado en pacientes con enfermedad de Parkinson avanzada después de la reducción rápida de la dosis del agonista y el comienzo de la infusión del gel intestinal de carbidopa-levodopa, se informó una correlación entre la disminución rápida del agonista dopaminérgico y el desarrollo de los síntomas del síndrome de abstinencia de agonistas de la dopamina en pacientes con enfermedad de Parkinson avanzada después de la iniciación del tratamiento con infusión de gel intestinal de carbidopa/levodopa. Los autores de la misma publicación consideran importante destacar lo difícil que resulta distinguir los efectos posoperatorios o de la suspensión de la medicación de los síntomas del síndrome de abstinencia de agonistas de la dopamina debido a la reducción rápida de la dosis del agonista dopaminérgico. Si bien unos pocos días después de la introducción de la infusión del gel intestinal se observó una marcada reducción de las discinesias y la mejoría de las fluctuaciones motoras, la suspensión del agonista determinó que cuatro pacientes desarrollaran apatía, anhedonia y depresión. Para mejorar esos síntomas y otros asociados con el síndrome de abstinencia se aumentó el flujo de la infusión pero sin ningún resultado. Aun así, según los autores, dentro de los seis meses del comienzo de la infusión todos los pacientes presentaron una mejoría espontánea lenta pero gradual de los síntomas del síndrome y no fue necesario adoptar ninguna estrategia terapéutica más ni interrumpir la infusión del gel intestinal de carbidopa-levodopa. La conclusión del estudio fue que durante la introducción de la infusión del gel intestinal de carbidopa-levodopa debe evitarse la reducción aguda de la dosis del agonista dopaminérgico.

### Sobredosis
El tratamiento de una sobredosis aguda de levodopa/carbidopa es básicamente igual al tratamiento de la sobredosis aguda de levodopa; sin embargo, la piridoxina resulta ineficaz para revertir las acciones de la combinación de esos fármacos. Se requiere monitoreo electrocardiográfico y hay que controlar atentamente al paciente por el posible desarrollo de arritmias; si es necesario, se administrará un tratamiento antiarrítmico adecuado. Debe considerarse la posibilidad de que el paciente haya tomado otros fármacos además de levodopa/carbidopa. Hasta el momento no existe experiencia con la diálisis de modo que se desconoce su valor en el tratamiento de la sobredosis.
Según otra publicación, los accidentes conocidos por sobredosis de levodopa son raros de modo que no es posible describir un cuadro clínico de referencia. Sin embargo, entre las manifestaciones clínicas pueden mencionarse desaparición total de los signos de parkinsonismo, hipertensión arterial inicial seguida rápidamente de hipotensión por varias horas y luego hipotensión ortostática, taquicardia sinusal, confusión mental; insomnio o anorexia. Los efectos de la sobredosificación duran alrededor de una semana. El tratamiento es sintomático. Ante la posibilidad de una sobredosis habrá que concurrir al hospital más cercano o comunicarse con un centro de toxicología de la región.

### Contraindicaciones
Absolutas
Los inhibidores no selectivos de la monoaminooxidasa (IMAO) están contraindicados en los pacientes que usan la combinación de carbidopa-levodopa de liberación controlada y por lo tanto deben suspenderse al menos dos semanas antes de iniciar el tratamiento con ese fármaco, que puede administrarse junto con la dosis recomendada por el fabricante de un IMAO con selectividad para el tipo B de monoaminooxidasa (p. ej., selegilina HCL). La combinación de carbidopa-levodopa de liberación controlada está contraindicada en pacientes con hipersensibilidad conocida a cualquier componente de esa medicación y en pacientes con glaucoma de ángulo estrecho. Por último, dado que la levodopa puede activar un melanoma, la combinación de carbidopa-levodopa de liberación controlada no debe usarse en pacientes con lesiones de piel sospechosas sin diagnosticar o con antecedentes de melanoma.
Relativas
La administración de levodopa/carbidopa no es recomendable para el tratamiento de reacciones extrapiramidales inducidas por medicamentos. Además, la combinación de esos fármacos debe ser utilizada con cuidado en pacientes con enfermedad cardiovascular o pulmonar, asma, enfermedad renal, hepática o endocrina o antecedentes de úlcera péptica (debido a la posibilidad de hemorragia gastrointestinal alta). Debe prestarse atención a la utilización de levodop/carbidopa en pacientes con antecedentes de infarto de miocardio y arritmias auriculares, nodales o ventriculares, en los que debe monitorizarse la función cardíaca con especial atención durante el periodo de ajuste inicial de la dosis. Todos los pacientes deben ser controlados en forma estricta ante el posible desarrollo de alteraciones del comportamiento, depresión con tendencias suicidas y otras conductas antisociales graves. Los pacientes psicóticos deben ser tratados con precaución. Se han comunicado casos de juego patológico, aumento de la libido e hipersexualidad en pacientes con enfermedad de Parkinson tratados con agonistas dopaminérgicos, incluida la combinación de levodopa/carbidopa. Los pacientes que previamente han recibido levodopa sola pueden presentar discinesias porque la carbidopa permite que una mayor cantidad de levodopa alcance el cerebro y que, por lo tanto, se forme una mayor cantidad de dopamina. La presencia de discinesias puede requerir una reducción de la dosis. Como sucede con la levodopa, la combinación de ese fármaco con carbidopa puede producir movimientos involuntarios y trastornos mentales. Debe observarse con atención a los pacientes con antecedentes de movimientos involuntarios o episodios psicóticos graves tratados con levodopa sola en los que la levodopa se sustituye por la combinación de ese fármaco con carbidopa. Se considera que esas reacciones se deben a un aumento de la dopamina cerebral después de la administración de levodopa y que el uso de su combinación con carbidopa puede producir una recidiva. Se ha descrito un síndrome similar al síndrome neuroléptico maligno con rigidez muscular, aumento de la temperatura corporal, alteraciones del comportamiento y aumento de los niveles séricos de creatinfosfocinasa con la suspensión súbita de un agente antiparkinsoniano, en especial cuando el paciente también recibe tratamiento con agentes antipsicóticos. Por ende, cualquier reducción súbita de la dosis o suspensión de la combinación de levodopa/carbidopa debe seguirse atentamente, sobre todo en pacientes tratados también con neurolépticos. La administración concomitante de fármacos psicoactivos como fenotiazinas o butirofenonas debe realizarse con precaución y asociarse con una observación atenta de los pacientes por la posible pérdida del efecto antiparkinsoniano. Los pacientes con antecedentes de convulsiones deben ser tratados con precaución. Como en el caso de la levodopa, se recomienda que se efectúen evaluaciones periódicas de las funciones hepática, hematopoyética, cardiovascular y renal durante el tratamiento prolongado. Los pacientes con glaucoma crónico de ángulo abierto deben ser tratados con precaución y control estricto de la presión intraocular por la posibilidad de cambios durante el tratamiento.

#### Embarazo
Los efectos de la levodopa y de las combinaciones de carbidopa y levodopa sobre el embarazo humano se desconocen pero se sabe que ambos fármacos han causado malformaciones viscerales y esqueléticas en conejos (véase Teratología y estudios de reproducción en animales). En consecuencia, antes de utilizar combinaciones de carbidopa y levodopa en mujeres de edad fértil es preciso sopesar los beneficios médicos previstos contra los posibles riesgos para el embarazo.

#### Lactancia materna
No se sabe si la carbidopa se excreta en la leche humana. En un estudio en el que se investigó esa posibilidad en una mujer con enfermedad de Parkinson que amamantaba se observó la excreción de levodopa en la leche. Dado que hay muchos medicamentos que se excretan en la leche humana y existe la posibilidad de reacciones adversas graves en lactantes debe decidirse si se procede a la interrupción de la lactancia o a la suspensión del uso de la combinación de carbidopa/levodopa sin olvidar la importancia del medicamento para la madre.

#### Uso en niños
Todavía no se han establecido la seguridad y la eficacia de la combinación de carbidopa/levodopa en lactantes y niños por lo que su empleo no se recomienda en pacientes menores de dieciocho años.

#### Carcinogénesis
Los datos preclínicos de seguridad obtenidos a partir de los resultados de los análisis de mutagenicidad realizados permiten concluir que la combinación de carbidopa/levodopa no ejercerá efectos mutagénicos en condiciones de uso clínico. En un estudio con ratas tratadas con carbidopa/levodopa durante dos años no se encontró ninguna evidencia de carcinogenicidad. 
En un estudio de noventa y seis semanas con ratas que recibieron carbidopa en dosis orales de 25, 45 o 135 mg/kg/día no se hallaron diferencias significativas entre las ratas tratadas y las de control con respecto a la mortalidad o a neoplasias. En otro estudio con ratas en el que los animales recibieron combinaciones de carbidopa y levodopa (10/20, 10/50 y 10/100 mg/kg/día) por vía oral durante ciento seis semanas no se observaron efectos del fármaco sobre la mortalidad o la incidencia y el tipo de neoplasia cuando se comparó a las ratas tratadas con las ratas utilizadas como controles.

### Presentaciones
Los componentes de las presentaciones comerciales varían según se trate de los comprimidos o del gel intestinal. En el primer caso (comprimidos) los principios activos son carbidopa y levodopa. Cada comprimido contiene 27 mg de carbidopa en forma de monohidrato (correspondiente a 25 mg de carbidopa anhidra) y 100 o 250 mg de levodopa. Los excipientes son almidón de maíz pregelatinizado, almidón de maíz, celulosa microcristalina, amarillo de quinoleína o E l04 y estearato magnésico. En cuanto al gel intestinal, en el que los principios activos son los mismos (levodopa y carbidopa), 1 mL contiene 20 mg de levodopa y 5 mg de carbidopa monohidrato, en tanto que 100 mL contienen 2.000 mg de levodopa y 500 mg de carbidopa monohidrato. Los demás componentes (excipientes) son carmelosa sódica y agua purificada.
La presentación de carbidopa/levodopa en comprimidos está disponible en formas de liberación inmediata y de liberación lenta así como en comprimidos solubles que se colocan debajo de la lengua. La forma de liberación prolongada mantiene las concentraciones de levodopa más tiempo que la forma de liberación inmediata o que las otras formas disponibles de levodopa oral. Después de un primer pico en alrededor de sesenta minutos, las concentraciones plasmáticas de levodopa se mantienen durante alrededor de cuatro a cinco horas antes de disminuir. La carbidopa/levodopa de liberación prolongada puede ingerirse junto con la comida o lejos de ella pero las comidas ricas en grasas pueden retrasar la absorción. Las dosis de carbidopa/levodopa de liberación prolongada no son intercambiables con dosis de otros productos que contengan las mismas drogas.
La combinación de carbidopa/levodopa también está disponible en forma de gel intestinal administrado a través de una pequeña bomba portátil de infusión de dopamina (DUOPA) que proporciona dieciséis horas continuas del fármaco para tratar los síntomas motores directamente en el intestino delgado. El gel intestinal está indicado para el tratamiento de las fluctuaciones motoras graves y la hipercinesia/discinesia de la fase avanzada de la enfermedad de Parkinson cuando las combinaciones de medicamentos disponibles para esa enfermedad no han dado resultados satisfactorios. En un ensayo clínico se comprobó que el tiempo sin discinesia era mayor en el grupo tratado con la bomba de infusión que en el que había recibido un placebo (4,1 contra 2,2 horas). Uno de los principales inconvenientes de la bomba de infusión del gel intestinal es la necesidad de una gastroyeyunostomía percutánea (un pequeño tubo de alimentación). Los tubos de ese tipo pueden ser puntos de partida de infecciones y otras complicaciones.
La composición de las distintas presentaciones puede variar de un país a otro de modo que es recomendable consultar la información proporcionada por el proveedor local del fármaco. Además, es importante tener en cuenta que como este medicamento puede contener almidón los pacientes con enfermedad celíaca deben consultar con su médico antes de utilizarlo.

## Uso veterinario

### Teratología y estudios de reproducción en animales
No se hallaron pruebas de teratogenicidad en ratones y conejos que recibieron dosis de carbidopa de 120 mg/kg/día. En cambio, la levodopa produjo malformaciones viscerales y esqueléticas en conejos tratados con dosis de 125 y 250 mg/kg/día. Cuando se administraron combinaciones de carbidopa y levodopa en dosis de 25/250 a 100/500 mg/kg/día no se observaron evidencias de teratogenicidad en los ratones mientras que en los conejos se hallaron malformaciones viscerales y esqueléticas de características y cantidad similares a las producidas por la administración de levodopa sola.
En ratas jóvenes que recibieron carbidopa por vía oral en dosis de 30, 60 o 120 mg/kg/día no se hallaron alteraciones de la capacidad de apareamiento, de la fertilidad o de la supervivencia. La dosis más alta generó una disminución moderada de la ganancia de peso corporal en los machos. La administración de carbidopa/levodopa en dosis de 10/20, 10/50 o 10/100 mg/kg/día no produjo efectos negativos sobre la fertilidad y la capacidad de reproducción de las ratas macho o hembra ni sobre el crecimiento y la supervivencia de sus crías.

### Farmacología en perros, ratas y monos
En los animales la carbidopa no tiene ningún efecto conocido sobre el metabolismo de las aminas endógenas ni ninguna acción farmacodinámica manifiesta en las dosis que se emplean habitualmente. Los resultados obtenidos en estudios farmacológicos, bioquímicos y de radiactividad indican que la carbidopa no parece penetrar en las estructuras del sistema nervioso central y cuando se la administra con levodopa produce concentraciones cerebrales de levodopa y de dopamina mayores que cuando se administra la misma dosis de levodopa sola.
En los ratones la levodopa aumenta la actividad y la excitabilidad motoras y contrarresta la hipotermia, la disminución de la locomoción y la ptosis palpebral inducidas por la reserpina. El tratamiento previo con carbidopa aumenta en dos a seis veces esos efectos.
En las ratas la administración previa de carbidopa también incrementa la mejoría de la actividad motora inducida por la levodopa pero no todas las acciones nerviosas centrales de ese fármaco. En los perros, en cambio, el tratamiento previo con carbidopa reduce de forma considerable los vómitos causados por la levodopa.
En las ratas, los perros y los monos rhesus la carbidopa se absorbe y se metaboliza de manera incompleta. En los monos la administración de una dosis oral de levodopa una hora después de una dosis de carbidopa radiactiva no tuvo ningún efecto importante sobre la absorción y la excreción de la carbidopa. La radiactividad plasmática alcanzó su valor máximo en el mismo tiempo y desapareció con igual rapidez que cuando se administró la carbidopa sola.
En ratas sacrificadas una hora después de recibir una dosis intravenosa de 20 mg/kg de carbidopa marcada con 14C la distribución de la radiactividad en los tejidos reveló que la mayor parte de la radiactividad estaba concentrada en los riñones, los pulmones, el intestino delgado y el hígado, en orden decreciente. No se detectó radiactividad en el cerebro. También existía radiactividad en el contenido del intestino delgado, lo que sugiere una vía biliar de eliminación. En ratas tratadas por vía oral menos del siete por ciento de la dosis se eliminó con la bilis y no se encontró ninguna cantidad en el cerebro.
En los perros la levodopa sufre una transformación biológica extensa y rápida después de su administración por vía oral. Las concentraciones plasmáticas máximas se observan de veinticinco a treinta minutos después de la administración de una dosis de levodopa-14C. El estudio de la proporción entre las concentraciones de levodopa intacta y la de 14C total indicó que del veintidós al treinta por ciento de eliminación urinaria de la dosis administrada había sido de alrededor del cincuenta y siete al setenta por ciento.